# Ahuachapán Norte

Ahuachapán Norte es uno de los 44 municipios en los que se encuentra dividido El Salvador y pertenece al Departamento de Ahuachapán. Limita al Norte y Oeste con la República de Guatemala, al Norte y Este con el Municipio de Santa Ana Oeste (Chalchuapa) y al Sur con los municipios de Sonsonate Norte (Juayúa) y Ahuachapán Centro. Fue creado el 13 de junio de 2023 y está conformado por los distritos de Atiquizaya, Turín, El Refugio y San Lorenzo.
El municipio está constituido por una ciudad (Atiquizaya), dos pueblos (El Refugio y San Lorenzo) y una villa (Turín), de las cuales la más poblada es la ciudad Atiquizaya, de acuerdo al censo de 2007. Dicha ciudad se encuentra a 112.5 km de la ciudad de San Salvador. 

## División administrativa
El municipio está políticamente dividido en 4 distritos, 1 ciudad, 1 villa, y 2 pueblos, así como 25 cantones y 110 caseríos, de acuerdo al detalle siguiente:
| No.     | Distritos   | Área Km2 | Población (censo 2007) | No. cantones | No. caseríos |
| 1       | Atiquizaya  | 66.64    | 33,587                 | 14           | 65           |
| 2       | El Refugio  | 11.01    | 8,151                  | 3            | 3            |
| 3       | San Lorenzo | 48.33    | 9,985                  | 6            | 35           |
| 4       | Turín       | 20.91    | 9,997                  | 2            | 7            |
| TOTALES | TOTALES     | 146.89   | 61,720                 | 25           | 110          |

## Toponimia
Atiquizaya: Esta antigua población fue fundada y habitada desde tiempos inmemorables por indios pocomams, del grupo maya-quiche. Sin embargo, conquistados sus pobladores por guerreros “yaquis” o pipiles hacia fines del siglo XV, estos le cambiaron el nombre original y le dieron el náhuat que aún se conserva y significa “lugar de manantiales”.